# Mick Garris
Mick Garris  (Santa Mônica (Califórnia), 4 de dezembro de 1951) é um roteirista e diretor de televisão e cinema estadunidense.

## Direção
- 2011 - Saco De Ossos (Bag Of Bones)
- 2006 - Desespero (Desperation)
- 2005 - Masters of Horror (episódio Chocolate) (Série de TV)
- 2004 - Montado na Bala (Riding the Bullet)
- 1997 - A Maldição de Quicksilver (Quicksilver Highway)
- 1997 - O Iluminado - minissérie (The Shining (minissérie))
- 1994 - A Dança da Morte (The Stand)
- 1992 - Sonâmbulos (Sleepwalkers)
- 1990 - Psicose IV - A Revelação (Psycho IV: The Beginning)
- 1988 - Criaturas II (Critters 2)

## Roteiro
- 1997 - A Maldição de Quicksilver (Quicksilver Highway) ... roteiro para tv
- 1993 - Abracadabra (Hocus Pocus)... argumento e roteiro
- 1989 - A Mosca 2 (The Fly II)... roteiro e argumento
- 1988 - Criaturas II (Critters 2)
- 1987 - O Milagre Veio do Espaço (*batteries not included) ... argumento
- 1985 - Histórias Maravilhosas (Amazing Stories)

- 2006 - Masters of Horror: Marcas Do Terror (Imprint) (Série de TV)
- 2005 - Masters of Horror: Jenifer - Instinto Assassino  (Jenifer) (Série de TV)
- 2005 - Masters of Horror: Lenda Assassina (Deer Woman) (Série de TV)